# Jean-Joseph-Xavier Bidauld
Pour les articles homonymes, voir Bidauld.
Jean-Joseph-Xavier Bidauld, né le 10 avril 1758 à Carpentras et mort le 20 octobre 1846 à Montmorency, est un peintre paysagiste français.

## Biographie

### Formation
Jean-Joseph-Xavier Bidauld est le frère cadet et élève de Jean-Pierre-Xavier Bidauld (1745-1813), peintre de paysage et de natures mortes. Tous deux sont fils de Jean-Baptiste Bidauld, horloger-bijoutier, à Carpentras. C'est son frère qui lui donne sa première formation artistique, puis Jean-Joseph-Xavier étudie à l'École des beaux-arts de Lyon. Il est influencé par la peinture hollandaise, et un voyage à Genève lui fait découvrir les paysages de haute montagne.

### De Paris à l'Italie

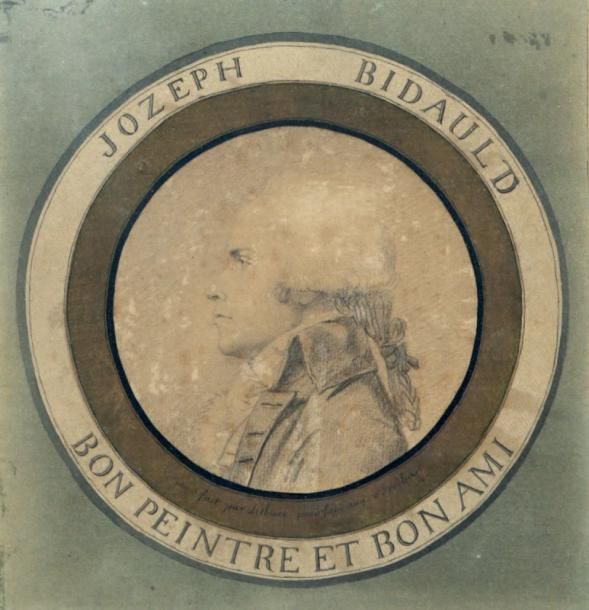
Guillaume Guillon Lethière, Portrait de Bidauld par son ami et futur beau-frère, fin du XVIIIe siècle.

Puis, après un retour en Provence, il s'installe à Paris en 1783 et travaille pour Dulac, un marchand d'art, pour lequel il copie les paysagistes des Pays-Bas (Berchem, Potter, Wouwerman (en), ainsi que son contemporain Huë). Influencé par son compatriote Joseph Vernet, il se fait financer par son marchand d'art son voyage en Italie (1785-1790) où il peint exclusivement des paysages. Avec Pierre-Henri de Valenciennes, Jean-Victor Bertin et Boguet père, il est un des représentants du paysage néo-classique en France.
En 1800, François-Adrien Boieldieu lui a dédié l'opéra Le Calife de Bagdad.

### Commandes officielles
Après son retour, il reçoit nombre de commandes officielles : en 1791, Charles IV d'Espagne lui passe commande de quatre toiles pour la Casita del Labrador au palais royal d'Aranjuez. En 1807, il peint quatre toiles pour le salon Murat du palais de l'Élysée à Paris. En 1818, il reçoit commande de deux toiles pour le château de Maisons (aujourd'hui conservées à Paris, au musée du Louvre). Enfin en 1817 puis en 1822, il réalise deux compositions pour la galerie de Diane du château de Fontainebleau.

### Membre de l'Institut de France
Il est le premier paysagiste à entrer à l'Institut en 1823, et siège au fauteuil 2 de l'Académie des beaux-arts.
Il expose au Salon de Paris entre 1791 et 1844, où il remporte une médaille d'or en 1812. Défenseur du paysage historique, incapable de changer de style et de renoncer au néo-classicisme quand la mode évolua avec la nouvelle école naturaliste, il ne trouva plus de commande et mourut dans la pauvreté.

## Collections publiques
États-Unis

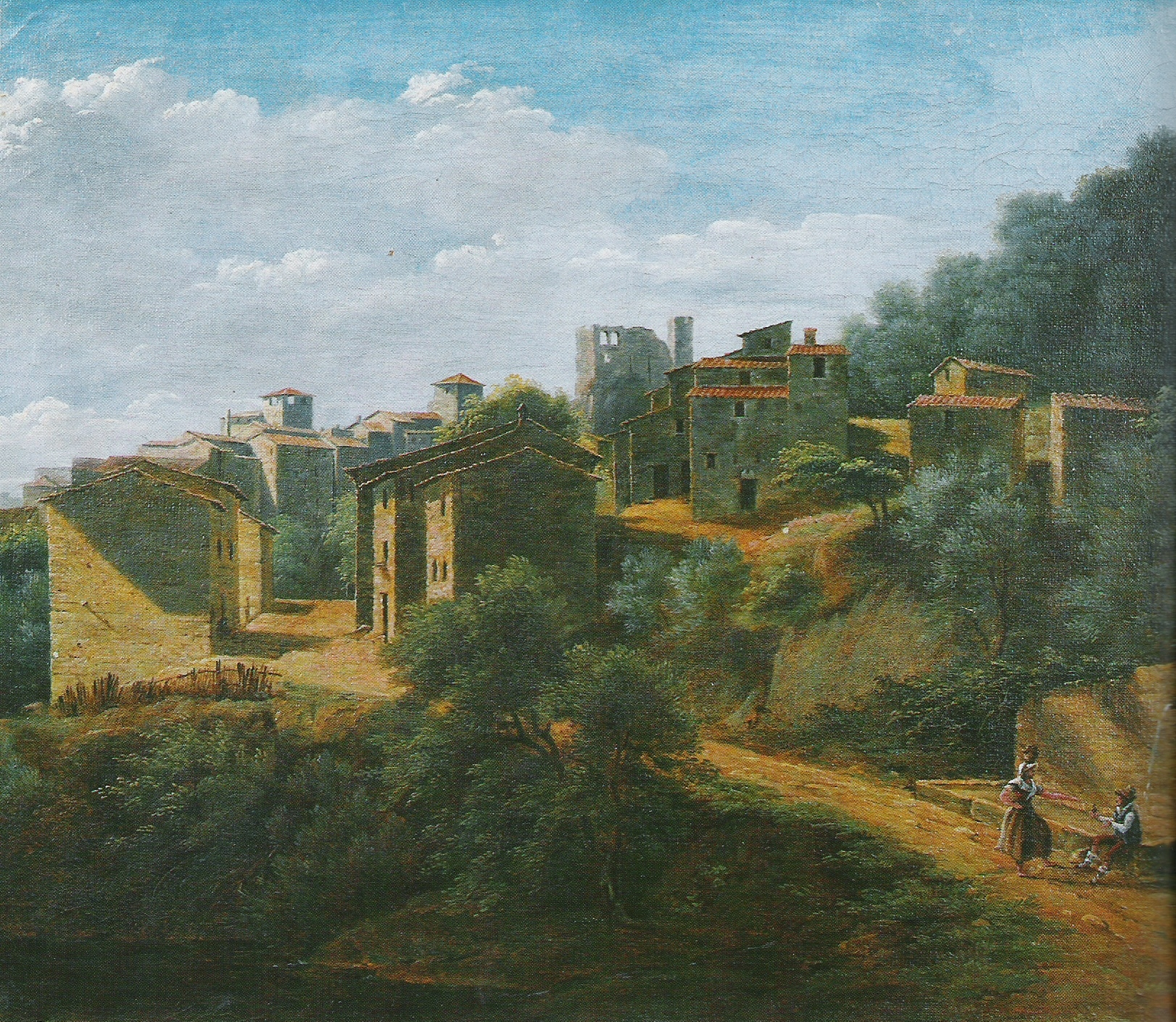
Beaumes-de-Venise, Carpentras, musée Comtadin-Duplessis.

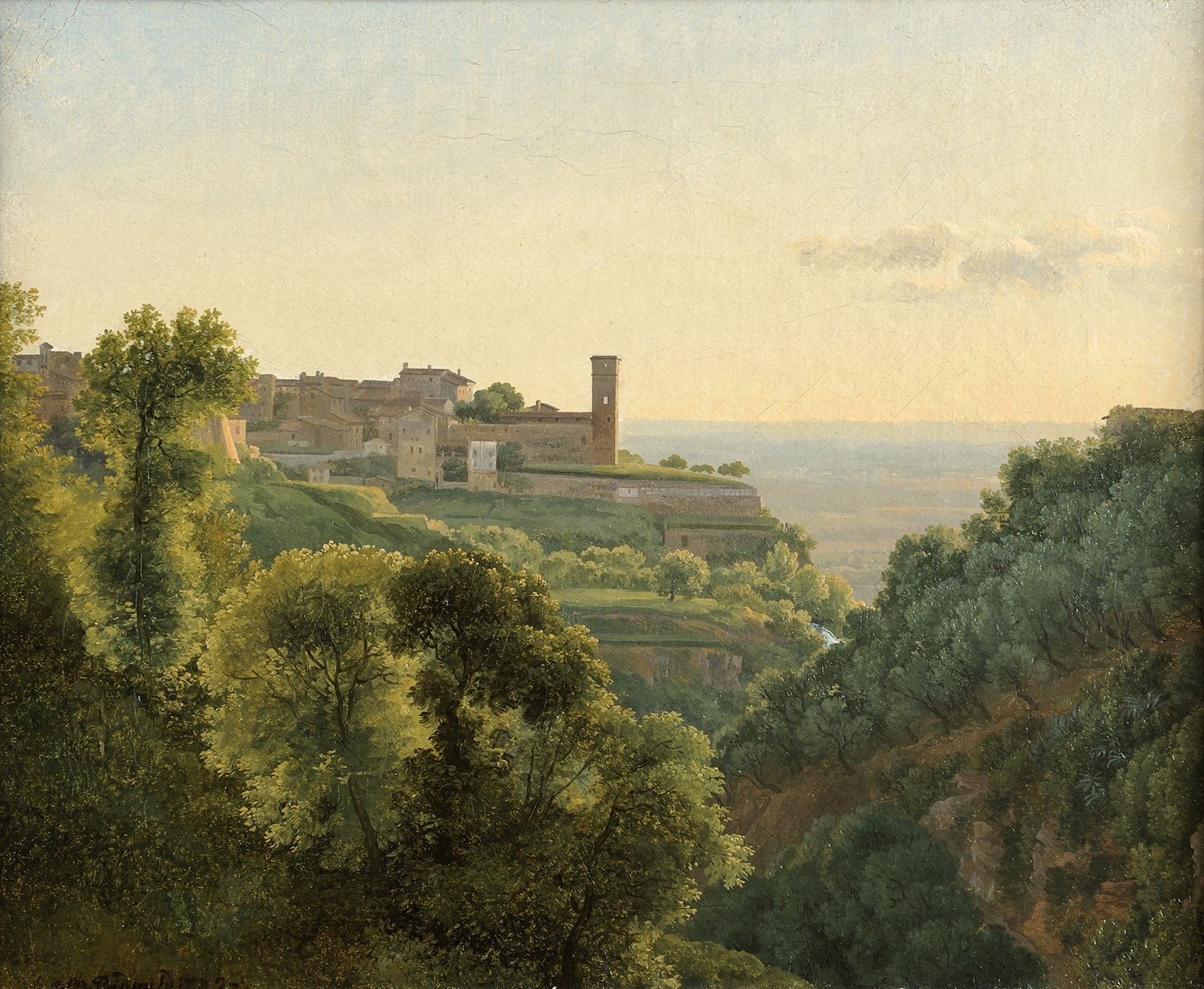
Vue de Tivoli, 1782, musée des Beaux-Arts de Lyon.

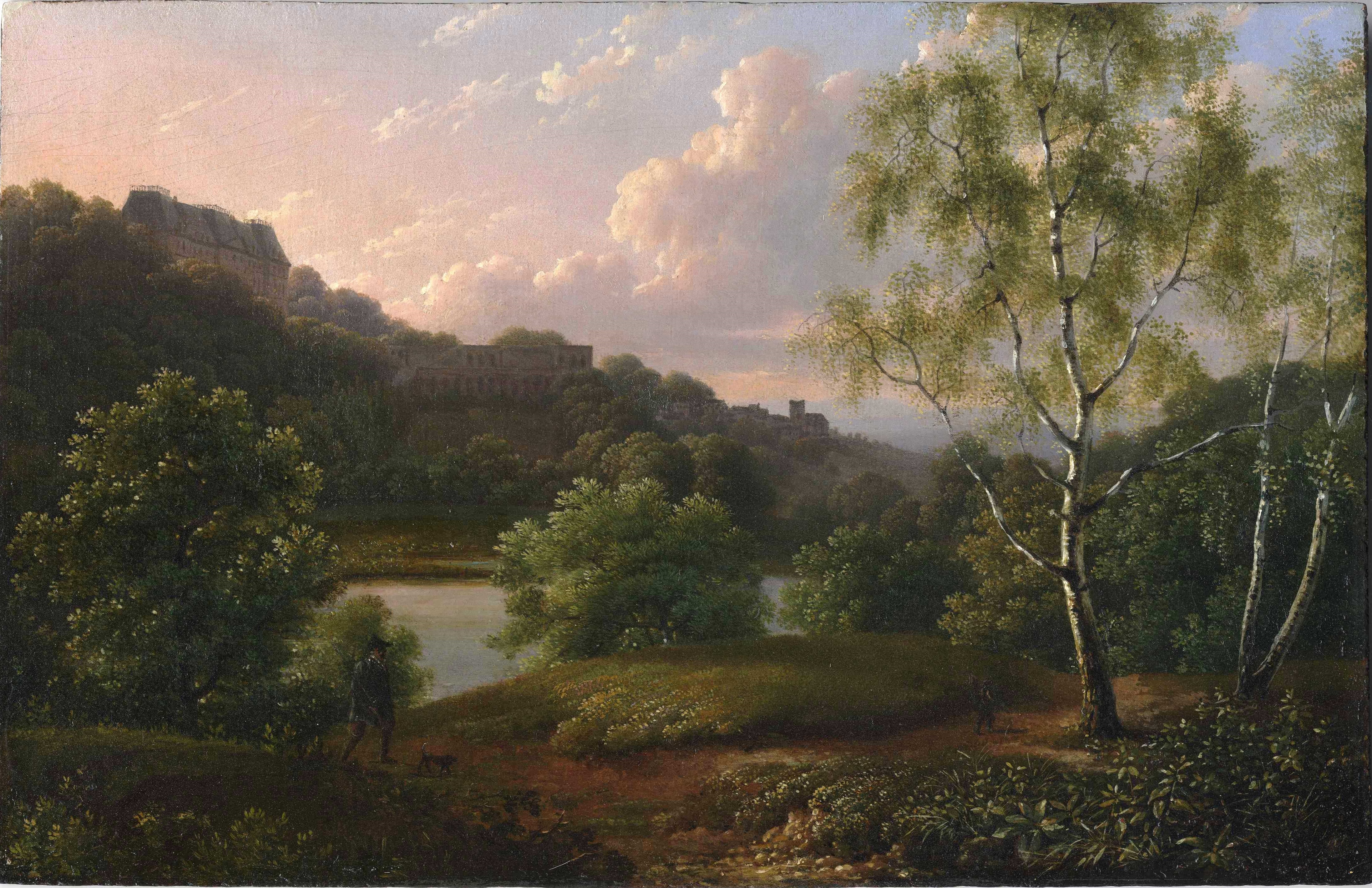
Chasseur au pied du château de Meudon, 1846, musée d'Art et d'Histoire de Meudon.

- Los Angeles, Getty Center : Vue sur le pont et une partie de la ville de Cava, Royaume de Naples, 1785–1790, huile sur papier marouflé sur toile, 20 × 27 cm[3].
- New York, Metropolitan Museum of Art : Lac Fucino et montagnes des Abruzzes, vers 1789, huile sur papier marouflé sur toile, 20 × 27 cm[4].

France
- Avignon, musée Calvet : François Ier à la Fontaine de Vaucluse, huile sur toile, 165 × 162 cm[5].
- Carpentras, musée Comtadin-Duplessis :
  - Vue de l'aqueduc et du mont Ventoux, huile sur toile, 58 × 78 cm[6] ;
  - Carpentras vu du côté Nord, huile sur toile, 58 × 78 cm[7] ;
  - Beaumes-de-Venise, huile sur toile ;
  - Autoportrait, huile sur toile ;
  - Les Gorges de Narni, huile sur toile ;
  - Étude d'eau tombant en cascade, huile sur papier marouflé sur toile.
- Cherbourg-Octeville, musée Thomas Henry :
  - Paysage montagneux au printemps, 1808, huile sur toile, 24 × 33 cm[8] ;
  - Paysage classique avec figures, 1822, huile sur toile, 32 × 40 cm[9].
- Dijon, musée Magnin :
  - Paysage montagneux avec ermitage et torrent, huile sur bois, 31 × 27 cm[10] ;
  - Le Viaduc, huile sur carton, 21 × 27 cm[11].
- Grenoble, musée de Grenoble : Vue de Grenoble, vers 1808, huile sur toile, 40 × 52 cm[12].
- Lyon, musée des Beaux-Arts : Vue de Tivoli, après 1785, huile sur toile, 27 × 33 cm[13].
- Meudon, musée d'Art et d'Histoire : Chasseur au pied du château de Meudon, huile sur panneau, 1846. Paysage peint la dernière année de sa vie.
- Paris :
  - musée du Louvre :
    - Vue prise de Subiaco, 1789, huile sur papier collé sur toile, 26 × 45 cm[14] ;
    - Vue de la ville d'Avezzano, au bord du lac de Cellano, Royaume de Naples, 1789, huile sur toile, 37 × 49 cm[15] ;
    - Paysage d’Italie : vue d’Isola del Liri, près de Sora, 1792-1793, 113 × 144 cm[16] ;
    - Paysage d'Italie, 1793, huile sur toile, 113 × 144 cm[17] ;
    - Paysage historique : Psyche et le Dieu Pan, vers 1819, huile sur toile, 97 × 130 cm[18].

  - musée Marmottan Monet :
    - Le Château de Scönbrunn, 1810, huile sur toile, 32 × 40 cm, Paris[19],
    - avec Carle Vernet, Promenade de Napoléon Ier et de Marie-Louise au château de Saint-Cloud, 1811, huile sur toile, 210 × 195 cm, Paris, musée Marmottan[20].
- Toulouse, musée des Augustins : Paysage italien, 1785-1791, huile sur toile toile, 36 × 47 cm[21].
- Valence, musée d'Art et d'Archéologie : Le Départ de Bayard de Brescia, 1822, huile sur toile, 190 × 282 cm[22].

## Expositions
- Du 19 juin au 4 octobre 2010 : Un siècle de paysages, les choix d'un amateur, musée des Beaux-Arts de Lyon.
- Du 13 au 22 novembre 2013 : Regards sur la nature, une collection privée, galerie Marty de Cambiaire, Fine Art, Paris, place Vendôme.

## Réception critique
Gustave Planche, surnommé par Alphonse Karr « Gustave le cruel », eut la dent dure contre Bidauld : 

« M. Bidauld ne peut approuver les paysages de M. Huet ou de M. Rousseau, et pourtant MM. Huet et Rousseau ont une valeur incontestable, tandis que M. Bidauld ne signifie rien dans l'histoire de son art, quoiqu'il siège dans la quatrième classe de l'Institut »

— « Salon de 1840 », Revue des Deux Mondes, t. 22, 1840.
Par contre, Jean-Baptiste Camille Corot a témoigné son admiration pour Bidauld.
Désiré Raoul-Rochette écrit : 

« M. Bidauld avait poussé la passion du paysage jusqu'à ce point d'aller s'établir des mois entiers devant un site, avec une toile de trois ou quatre pieds, de peindre sur place tout le jour […] en dépit des accidents même de la température, et de ne quitter son poste qu'après avoir fini son tableau »

— Désiré Raoul-Rochette, « Notice historique sur la vie et les ouvrages de M. Bidault » du 6 octobre 1849, dans Procès-verbaux de l'Académie des beaux-arts, 1845-1849, Paris, École des Chartes, 2008, t. VIII, p. 456-457.